# Mayday Squad
Mayday Squad è un videogioco pubblicato nel 1989 da Tynesoft per Amiga, Atari ST, Commodore 64 e MS-DOS (CGA o EGA). Uscì anche con il titolo Mayday Squad Heroes nella riedizione economica edita da Microvalue. Il gioco è uno sparatutto con elementi di avventura dinamica su sfondi tridimensionali, ma statici.

## Trama
L'organizzazione terroristica "Legione Rossa" ha preso possesso con la forza dell'ambasciata lutoniana, ma senza catturare la figlia dell'ambasciatore che è riuscita a nascondersi da qualche parte all'interno. I terroristi minacciano di far saltare in aria l'intera ambasciata se non vengono accontentate le loro inaccettabili richieste entro un certo orario.
Tre membri della "squadra Mayday", formata da esperti combattenti, si infiltrano nell'edificio con la missione di salvare la ragazza ed eliminare i capi della Legione Rossa prima che sia troppo tardi.

## Modalità di gioco
Il giocatore controlla tutto il gruppo insieme, che è composto da tre elementi: il capitano che maneggia le armi da fuoco, l'esperto di comunicazioni che si occupa anche di scassinare serrature e l'esperto in demolizioni in grado di posizionare o disattivare esplosivi. All'inizio del gioco, per ciascuno dei tre ruoli si deve scegliere uno fra tre possibili personaggi (esistono quindi nove personaggi in tutto), differenti nell'aspetto ma anche un po' nelle capacità.
I tre membri scelti vengono sempre mostrati di spalle alla base dello schermo, mentre davanti a loro si vede in prospettiva la stanza in cui si trovano, a schermata fissa. Quando il giocatore ordina di muovere il gruppo nelle quattro direzioni cardinali, oppure di salire o scendere scale, l'immagine si sposta direttamente sulla nuova stanza. Le direzioni che di volta in volta si possono prendere sono evidenziate da una bussola.
Per effettuare azioni nella stanza corrente il giocatore controlla uno dei tre membri alla volta, che può cambiare in ogni momento e che viene mostrato al centro del trio. In ogni caso può agire tramite un cursore a mirino, che a seconda del personaggio attualmente attivo serve a sparare, lanciare granate, prendere oggetti o compiere altre azioni. Fuori dal riquadro della stanza il cursore serve a dare altri comandi generali tramite icone.